# Birthright Armenia
Birthright Armenia или Depi Hayk (арм. Դեպի Հայք) — организация, которая предоставляет молодым армянам диаспоры возможность пройти волонтерские стажировки в Армении.
Чтобы стать волонтером, участник должен иметь армянское происхождение, быть в возрасте от 21 до 32 лет и должен обладать, как минимум, дипломом об окончании средней школы.

## История организации
Организация Birthright Armenia была основана в 2003 году Эдиль Овнанян, которая хотела, чтобы каждый армянин обладал возможностью погрузиться в Армению, чтобы лучше понять ее народ, культуру и исторические трудности. Целью организации является укрепление связей между Арменией и молодыми представителями диаспоры, которым предоставляется возможность пожить в Армении и принять прямое участие в её жизни. В 2007 году Birthright Armenia расширила свое присутствие, открыв офис в Гюмри. К 2012 году с целью поддержки перехода выпускников, переезжающих в Армению, была запущена программа «Pathway to Armenia», которая обеспечивает поддержку с жильем и поиском работы. В 2013 году был открыт офис в Ванадзоре. В 2015 году программа достигла важной отметки, охватив 1000 участников.

## Программа
Участники должны взять на себя обязательство еженедельно уделять не менее 30 часов волонтерской работе или проходить университетскую стажировку, при этом им предоставляется возможность проживания в местных принимающих семьях. Организация предлагает разнообразные возможности для волонтерства среди более чем 1,300 партнерских организаций в таких сферах, как архитектура, маркетинг, туризм, здравоохранение, сельское хозяйство, информационные технологии и бизнес. Программа также включает в себя еженедельные экскурсии по историческим местам, уроки армянского языка и регулярные встречи с приглашенными спикерами, которые обсуждают различные темы, касающиеся Армении.

## Требования к участникам
Среди обязательных условий для участия в программе — армянское происхождение (хотя бы один дедушка или бабушка должен быть армянином по национальности). Возраст участников должен быть от 21 до 32 лет. Также нужно иметь, как минимум, полное общее образование и подтвердить факт рождения за пределами Армении или, если участник родился в Армении, подтвердить документами, что он покинул страну в возрасте до 15 лет и прожил за границей не менее 10 лет. Участники, которые проживали в Армении дольше последних трех лет, не имеют права на участие. Волонтеры должны согласиться на минимальное участие в программе в течение 9 недель.

### Birthright Lite
У организации есть особые условия для занятых специалистов, независимо от возраста, которые имеют ограниченное количество свободного от работы времени. Они могут подать заявку на участие в волонтерской программе на срок от четырех до девяти недель. Участники Birthright Lite сами оплачивают проезд, проживание или расходы на принимающую семью.

## Выпускники
К 2022 году в программе Birthright Armenia приняли участие около 2400 человек из более чем 40 стран мира, а 300 из них поселились в Армении. Организация поддерживает инициативы выпускников с помощью грантов "Next Step", которые направлены на развитие социальных проектов в Армении и по всему миру. Также Birthright Армения поддерживает тех, кто хочет остаться в Армении после завершения программы. Выпускники могут получить бесплатное временное жилье, поддержку в трудоустройстве, регулярные консультации с сотрудниками и возможность познакомиться с опытными репатриантами.

## Похожие организации
Существует ряд организаций с подобными целями, например, Birthright Israel, которая предлагает программы образовательного и культурного характера, связанные с еврейской культурой и историей. Организация IrishWay проводит поездки для американских школьников ирландского происхождения в Ирландию. Похожие цели имеет организация Birthright Greece, созданная греческой диаспорой.

## Примечaния
1. 1 2 3  Вернуться к истокамКак организация Birthright Armenia возвращает молодежи историческую родину. - Добрые дела ★ - интересные статьи о странах мира ПЕРСПЕКТИВА. Perspectum | Все самое интересное о жизни стран-соседей России (31 мая 2021). Дата обращения: 3 декабря 2023. Архивировано 3 декабря 2023 года.
2. 1 2 3  Волонтеры армянского происхождения продолжают активное участие в программе Birthright Armenia. armenpress.am. Дата обращения: 16 ноября 2023. Архивировано 16 ноября 2023 года.
3. ↑  Segrè, Francesca (25 мая 2008). Matchmaking, the Ultimate Government Service. The New York Times. Архивировано 23 июля 2011. Дата обращения: 29 мая 2011.
4. ↑  Стажировка. web.archive.org (3 декабря 2023). Дата обращения: 3 декабря 2023. Архивировано 3 декабря 2023 года.
5. 1 2  ЧАВО. web.archive.org (29 мая 2023). Дата обращения: 19 ноября 2023. Архивировано 29 мая 2023 года.
6. ↑  Микрогранты для выпускников. web.archive.org (25 ноября 2023). Дата обращения: 25 ноября 2023. Архивировано 25 ноября 2023 года.
7. ↑  Путь к Армении | Birthright Armenia. web.archive.org (25 ноября 2023). Дата обращения: 25 ноября 2023. Архивировано 25 ноября 2023 года.